# Coninckia macrospirifera
Coninckia macrospirifera is een rondwormensoort uit de familie van de Coninckiidae. De wetenschappelijke naam van de soort is voor het eerst geldig gepubliceerd in 1983 door Zhang.